# Gonomyia (Gonomyia) nigrotuberculata
Gonomyia (Gonomyia) nigrotuberculata is een tweevleugelige uit de familie steltmuggen (Limoniidae). De soort komt voor in het Palearctisch gebied.